# Lednica
Lednica (bis ins 19. Jahrhundert slowakisch „Lednice“; deutsch Lednitz, ungarisch Lednic) ist ein Ort und eine Gemeinde im Nordwesten der Slowakei, mit 894 Einwohnern (Stand 31. Dezember 2024), die im Okres Púchov (Teil des Trenčiansky kraj) liegt.

## Geographie

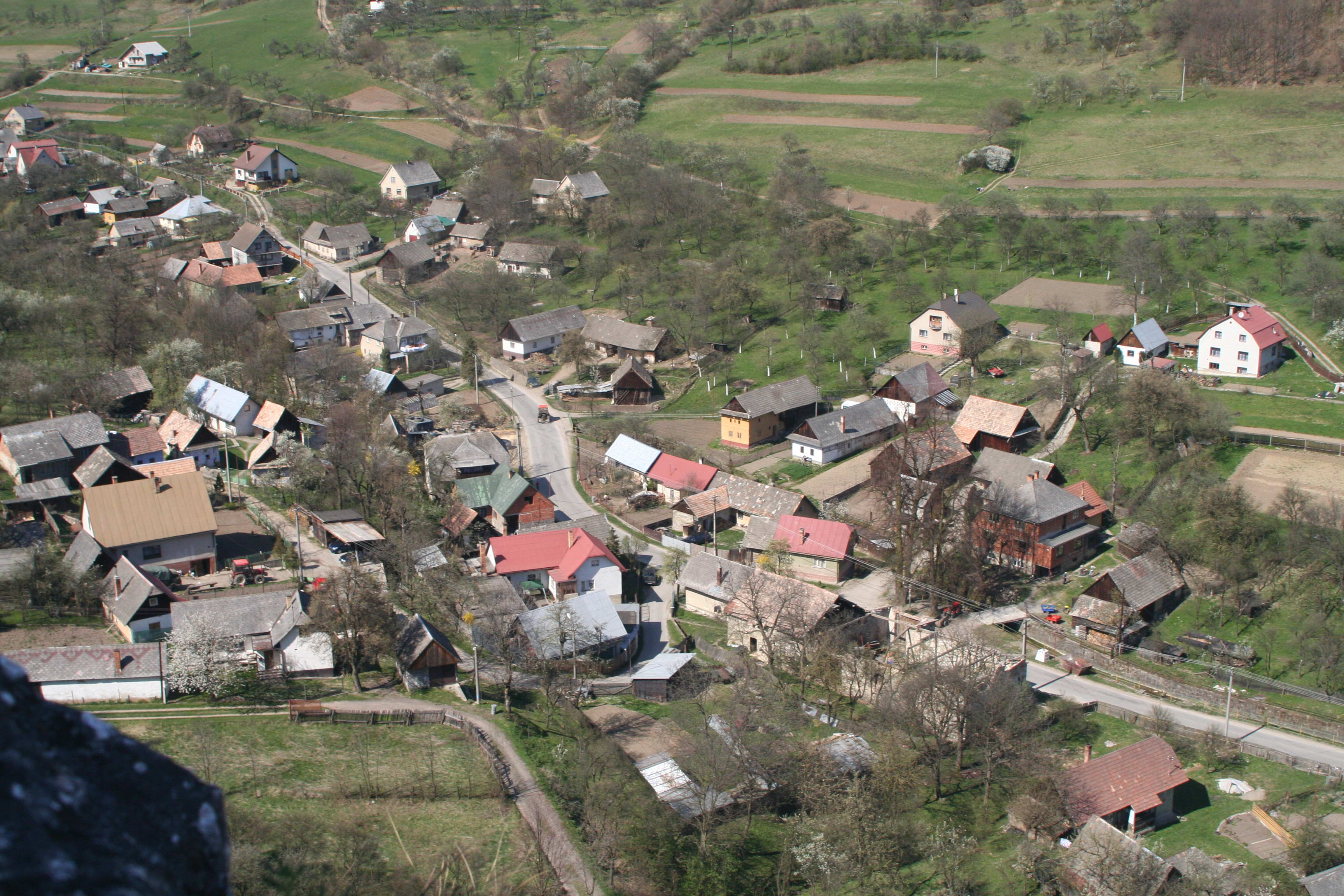
Der mittlere Teil des Ortes

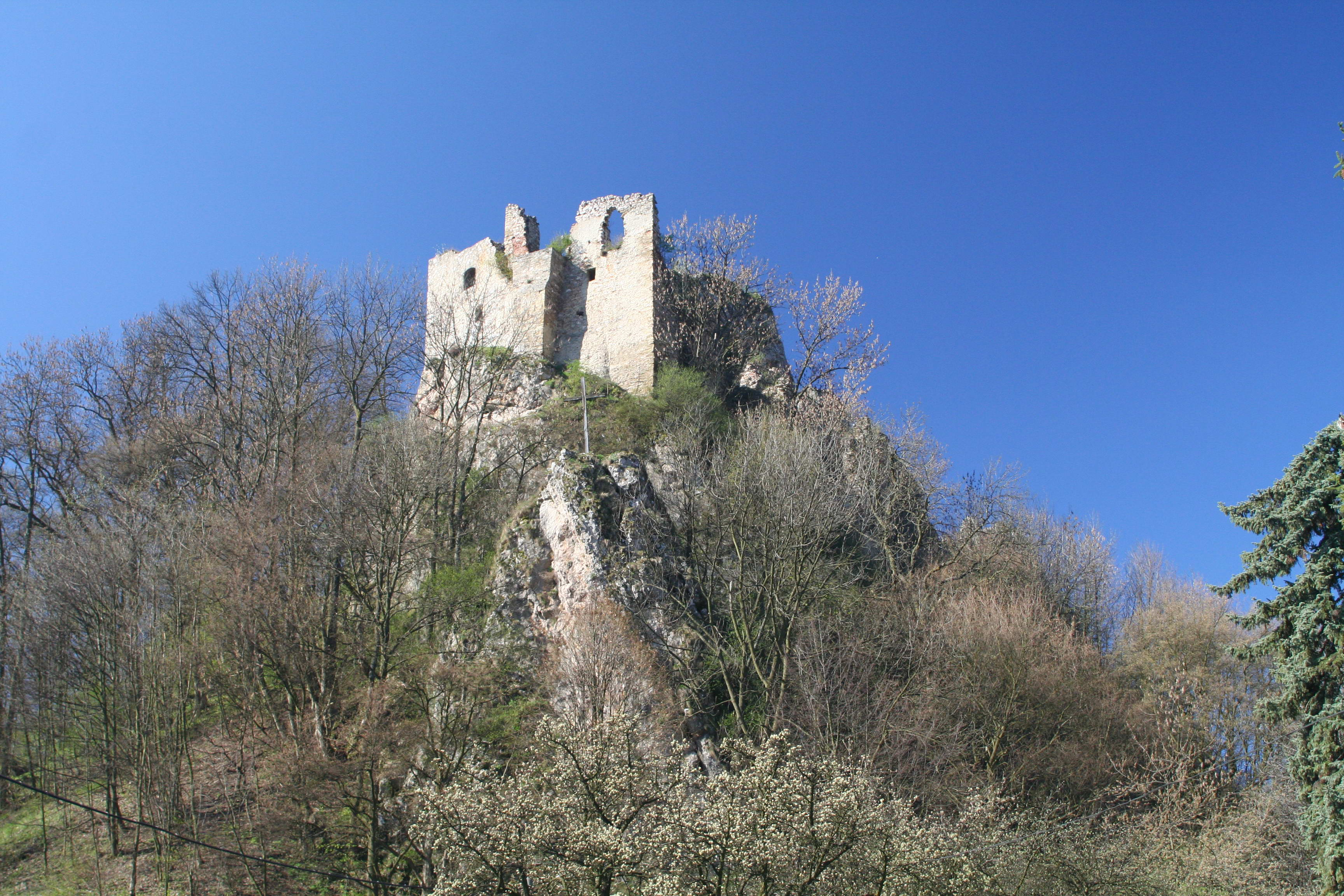
Ruinen der Burg Lednica

Die Gemeinde liegt in den Weißen Karpaten unweit der tschechischen Grenze im Tal des Baches Lednica. Das Ortszentrum liegt auf einer Höhe von 398 m n.m. und ist 16 Kilometer von Púchov sowie 38 Kilometer von Trenčín entfernt.

## Geschichte
Der Ort zusammen mit der Burg Lednica wurden zum ersten Mal 1259 schriftlich erwähnt. Die Burg entstand Mitte des 13. Jahrhunderts als königliche Festung an der nordwestlichen Grenze des Königreichs Ungarn und kam dann unter die Herrschaft des Matthäus Csák. Bereits im 13. Jahrhundert stand die erste romanische Kirche im Dorf, die sich im westlichen Teil des heutigen Pfarrgartens befand. Nach 1526 gehörte die Burg der Familie Podmaniczky, die sie in eine Raubritterburg verwandelte. Um 1600 umfasste die Herrschaft 26 Dörfer. Sie kam nach mehreren Besitzwechseln an die Familie Rákóczi.
1462 erhielt Lednica das Recht, ein Städtchen zu werden, sowie drei Jahre später ein eigenes Wappen zu führen. Gegen Ende des 16. Jahrhunderts erreichte die walachische Kolonisierung den Ort.

## Bevölkerung
| Jahr                | 1994 | 2004    | 2014    | 2024    |
| ------------------- | ---- | ------- | ------- | ------- |
| Anzahl der Personen | 1067 | 1015    | 965     | 894     |
| Unterschied         |      | −4,87 % | −4,92 % | −7,35 % |

| Jahr                | 2023 | 2024    |
| ------------------- | ---- | ------- |
| Anzahl der Personen | 908  | 894     |
| Unterschied         |      | −1,54 % |

## Sehenswürdigkeiten
- barocke römisch-katholische Johannes-von-Nepomuk-Kirche aus dem Jahr 1735
- Ruinen der Burg Lednica oberhalb des Ortes